# Памятник лилиям
«Памятник лилиям», в иных переводах: «Обелиск Красных лилий», «Башня лилий» (яп. ひめゆりの塔 химэюри-но то) — японский чёрно-белый фильм, снятый в жанре военной драмы режиссёром Тадаси Имаи и вышедший на экран в 1953 году. Кинолента рассказывает о трагической судьбе девушек-школьниц, погибших во время боёв на острове Окинава в последние дни Второй мировой войны. Фильм дал невиданный с момента возникновения японского кино доход в 200 с лишним миллионов иен, что помогло оправиться кинокомпании «Тоэй», стоявшей на грани банкротства.

## Сюжет
Последний этап войны на Тихом океане. Американская армия начала генеральное наступление на острове Окинава. Отряд школьниц под названием «Красные лилии» направляется в полевой госпиталь, находящийся в Намбугэн. Отряд ведут учитель Тамаи и учительница Мияги. В госпитале девушек — Фуми, Цуру, Дзюнко — ожидают дни тяжёлого и опасного труда под руководством военного врача Ока. Вскоре наступает день выпуска из школы, девушки встречают его в траншее. Класс всё редеет и редеет после беспрерывных воздушных налётов. Армия оставляет Намбугэн. Она отходит на новые позиции, бросив на произвол судьбы всех тех, кто не мог двигаться. Под проливным дождём, под непрерывным обстрелом корабельной артиллерии отряд «Красные лилии» отходит вместе с армией. Только он добирается до селения Итосу, как и туда начинают падать вражеские снаряды. Деваться некуда. Командование армии приказывает распустить отряд. Негодование и смятение охватывает учителей и учениц. Группа девушек во главе с Мияги укрылась в пещере, а группа учителя Тамаи решает спастись бегством вдоль морского побережья. Военврач Ока убивает одну девушку в пещере, в то же время у входа в пещеру раздаётся взрыв, от которого гибнут все, кто скрылся в ней, — учитель, ученицы и солдаты. Под пулемётным огнём погибает группа девушек, пробившихся к морю.

## В ролях
- Кёко Кагава — Фуми Уэхара
- Сусуму Фудзита — доктор Ока
- Кэйко Цусима — учительница Мияги
- Эйдзи Окада — учитель Тамаи
- Гэн Симидзу — господин Ямаока
- Киндзо Син — учитель Тайра
- Акитакэ Коно — учитель Сакаэкан Нака
- Мики Одагири — Цуру Отай
- Тиэко Сэки — Дзюнко Хисада
- Сюндзи Касуга — учитель Токуда
- Канэко Ивасаки — Айко Ханасиро
- Харуэ Тонэ — Рури Асато
- Ёси Като — Гунъитё Сасаки, начальник госпиталя
- Такаси Канда — учитель Хасимото
- Ёсио Цутия — медик
- Сёдзи Ясуи — солдат
- Тайдзи Тонояма — Тэругаки

... Тадаси Имаи прекрасно передал ужасы войны, чувство, испытываемое в этих условиях девушками (сценарий Ёко Мотидзуки давал для этого широкие возможности). Безжалостный реализм фильма в сочетании с мягким лиризмом оставляет глубокое впечатление у зрителей, увидевших войну как трагедию, от которой нет спасения.

## Премьеры
- — национальная премьера фильма состоялась 9 января 1953 года[1].

## Награды и номинации
- Премия «Голубая лента»
- 4-я церемония награждения (1954 год)[3]

- Премия лучшему режиссёру 1953 года — Тадаси Имаи.

- Премия журнала «Кинэма Дзюмпо» (1954)

- Фильм выдвигался на премию «Кинэма Дзюмпо» в номинации за лучший фильм 1953 года, по результатам голосования занял 7-е место.

## Комментарии
1. ↑  Русское название «Обелиск Красных лилий» распространено в советском киноведении, в том числе в «Кинословаре» 1986 года издания (стр. 595), в энциклопедическом издании «Режиссёрская энциклопедия: Кино Азии, Африки, Австралии, Латинской Америки» (стр. 44—45), в книге Инны Генс «Меч и Хиросима» (стр. 78), в русском издании книг Акиры Ивасаки «Современное японское кино» (стр. 504) и «История японского кино» (стр. 169, 176, 231). Под названием «Башня лилий» фильм упомянут в русском издании книги японского киноведа Тадао Сато «Кино Японии» (стр. 76, 208). Русское название «Памятник лилиям» было дано автором русских субтитров к фильму, распространённому в сети на торрент-трекерах и сайтах онлайн-просмотров.